# 巴斯德半島
巴斯德半島（英語：Pasteur Peninsula）是南極洲的半島，位於帕默群島的布拉班特島北端，長9公里、寬8至13公里，處於古尤灣和布凱灣之間，由讓-巴蒂斯特·夏古率領的法國探險隊繪入地圖和命名。
64°4′S 62°24′W / 64.067°S 62.400°W